# Littorina
A Littorina a csigák (Gastropoda) osztályának a Sorbeoconcha rendjébe, ezen belül a Littorinidae családjába tartozó nem.

## Tudnivalók
A Littorina nem fajai nem csupán lélegzésükkel és szaporodásmódjukkal alkalmazkodtak igen jól szélsőséges környezetükhöz, hanem a szárazra kerülést és a sótartalom csökkenését is gond nélkül elviselik, viszonylag hosszabb ideig is. Összességében a Littorina nem fajait általában a rendkívül kemény, igen szilárd héjú, köldök nélküli, sima szájadékkal rendelkező ház jellemzi. Ez jól védi őket, akkor sem törnek össze, ha a hullámverésben leszakadnak a kövekről. A csigák lábukon elszarusodott fedőt viselnek, amelynek segítségével behúzódásuk után bezárják házukat. Az Északi-tengerben és a Balti-tengerben több Littorina-faj él egymás mellett.

## Rendszerezés
A nembe az alábbi 24 faj tartozik, közülük három kihalt:
- Littorina aleutica Dall, 1872
- Littorina arcana Hannaford-Ellis, 1978
- Littorina brevicula (Philippi, 1844)
- Littorina compressa Jeffreys, 1865
- Littorina fabalis (Turton, 1825)
- Littorina horikawai Matsubayashi & Habe in Habe, 1979
- †Littorina islandica Reid, 1996
- Littorina kasatka Reid, Zaslavskaya & Sergievsky, 1991
- Littorina keenae  Rosewater, 1978
- közönséges particsiga (Littorina littorea) típusfaj (Linnaeus, 1758) - szinonimája: Turbo littoreus Linnaeus, 1758[3]
- Littorina mandshurica (Schrenk, 1861)
- Littorina natica Reid, 1996
- Littorina obtusata (Linnaeus, 1758), - szinonimája: Littorina aestuarii Jeffreys, 1865
- †Littorina petricola Arnold, 1908
- Littorina plena Gould, 1849
- †Littorina remondii Gabb, 1866
- vaskos particsiga (Littorina saxatilis) (Olivi, 1792), - szinonimák: Littorina saxatilis jugosa Montagu, 1803; Littorina saxatilis nigrolineata Gray, 1839; Littorina zonaria Bean, 1844
- Littorina scutulata Gould, 1849,
- Littorina sitkana Philippi, 1846
- † Littorina sookensis  Clark & Arnold, 1923
- Littorina squalida  Broderip & Sowerby, 1829
- Littorina subrotundata  (Carpenter, 1864)
- Littorina varia
- Littorina zebra

Az alábbi fajok korábban ebbe a nembe tartoztak, de manapság áthelyezték őket más nemekbe:
- Austrolittorina antipodum (Philippi, 1847) - szinonimája: Littorina unifasciata antipodum
- Echinolittorina ziczac (Gmelin, 1791) - szinonimája: Littorina ziczac
- Littoraria angulifera (Lamarck, 1822) - szinonimája: Littorina angulifera
- Littoraria coccinea (Gmelin, 1791) - szinonimája: Littorina obesa (G.B. Sowerby, 1832)
- Littoraria undulata (Gray, 1839) - szinonimája: Littorina undulata Gray, 1839
- Tectarius striatus (King & Broderip, 1832) - szinonimák: Littorina affinis d'Orbigny, 1839; Littorina arenica Jay, 1839; Litorina arenica Dunker, 1845; Littorina canariensis d'Orbigny, 1839; Litorina globosa Dunker, 1845; Littorina planaxis G.B. Sowerby I, 1844; Littorina striata[4]

### Fordítás
Ez a szócikk részben vagy egészben  a   Littorina című angol Wikipédia-szócikk fordításán alapul.  Az eredeti cikk szerkesztőit annak laptörténete sorolja fel. Ez a jelzés csupán a megfogalmazás eredetét és a szerzői jogokat jelzi, nem szolgál a cikkben szereplő információk forrásmegjelöléseként.